# Carlos Martins
Carlos Jorge Neto Martins (wym. [ˈkaɾ.luʃ mɐɾ.ˈtĩʃ]; ur. 29 kwietnia 1982 roku w Oliveira do Hospital) – portugalski piłkarz, grający na pozycji ofensywnego pomocnika. W 2016 roku zakończył piłkarską karierę.

## Kariera klubowa
Martins jest wychowankiem szkółki piłkarskiej Sportingu. Początkowo miał problemy z przebiciem się do podstawowej jedenastki klubu i na sezon 2001/2002 został wypożyczony do SC Campomaiorense, a w 2003 roku do Académiki Coimbra. W 2003 roku wraz z przyjściem trenera Fernando Santosa i zmianie taktyki stał się podstawowym zawodnikiem w składzie Sportingu. W 2005 roku dotarł do finału Pucharu Portugalii, w 2006 i 2007 wywalczył wicemistrzostwo, a w 2007 dołożył także krajowy puchar. W lutym 2007 roku trener Paulo Bento odsunął zawodnika od składu ze względów dyscyplinarnych. Kontrakt piłkarza wygasał z końcem czerwca 2007 roku i po tym dniu został zawodnikiem Recreativo Huelva.
W Hiszpanii stał się podstawowym zawodnikiem swojej drużyny zaliczając aż 32 występy w meczach ligowych w sezonie 2007/2008. Na początku lipca 2008 roku, podpisał pięcioletni kontrakt z Benficą. Kosztował działaczy portugalskiego klubu 3 miliony euro. W Benfice nigdy nie udało mu się wywalczyć na stałe miejsca w pierwszym składzie, choć trener Jorge Jesus często korzystał z jego usług. 21 marca 2009 roku wywalczył z Benficą Puchar Ligi Portugalskiej wykorzystując decydujący rzut karny w serii jedenastek przeciwko swojemu macierzystemu klubowi – Sportingowi. Na początku sezonu 2009/2010 doznał kontuzji, która wykluczyła go z gry w pierwszej połowie sezonu. 13 sierpnia 2011 roku został wypożyczony do Granady. Po kolejnym dobrym sezonie w Hiszpanii, Andaluzyjczycy chcieli wypożyczyć go na kolejny sezon, jednak Benfice interesował jedynie transfer definitywny w związku z czym piłkarz wrócił do Lizbony.
Latem 2012 roku udany okres przygotowawczy przed sezonem 2012/2013 spowodował, że Benfica przedłużyła kontrakt z zawodnikiem do czerwca 2016 roku. W trakcie sezonu grał jednak niewiele, a w meczu przeciwko GD Estoril-Praia rozegranym 13 maja 2013 roku wszedł na boisko przy stanie 1-1, a w 70. minucie został ukarany żółtą kartką, a osiem minut później drugą, a w konsekwencji czerwoną. Spotkanie zakończyło się remisem, a Benfica straciła szansę na wygranie tytułu. Po tym spotkaniu, a także konflikcie z trenerem Jesusem, Martins dostał polecenie szukania nowego klubu. Martins nie znalazł nowego klubu w efekcie czego cały sezon 2013/2014 spędził w drużynie B.
16 września 2014 roku rozwiązał swoją umowę z Benficą i podpisał roczny kontrakt z CF Os Belenenses. W nowym klubie zadebiutował dopiero w styczniu 2015 roku w pucharowym meczu przeciwko SC Braga przegranym 1:7.
30 lipca 2015 roku zdobył dwie bramki w meczu eliminacji do Ligi Europy przeciwko IFK Göteborg. 4 września 2016 roku klub ogłosił rozwiązanie kontraktu z zawodnikiem.

## Kariera reprezentacyjna
W 2004 roku był członkiem kadry olimpijskiej na Olimpiadzie w Atenach. W reprezentacji Portugalii Martins zadebiutował 1 września 2006 w przegranym 2:4 towarzyskim meczu z Danią.